# Live in the UK 2008
Live in the UK 2008 é o primeiro álbum ao vivo da banda americana Paramore, lançado em dois discos. O primeiro foi lançado em 30 de janeiro de 2008 e gravado em Manchester. O segundo disco foi lançado em 1º de fevereiro e gravado em Brixton e Birmingham. Ao total os dois discos foram gravados no Reino Unido e as vendas foram extremamentes limitadas, com apenas uma apresentação em cada uma das cidades.
Os fãs poderiam reservar o álbum online ou comprá-lo no próprio concerto. O primeiro disco contém sete faixas assim como o segundo, porém os dois tinham canções diferentes. O segundo disco foi autografado pela banda e também continha o novo single, "Misery Business".

## Faixas
| Disco 1 |                                          |                                                             |         |  |
| N.º     | Título                                   | Compositor(es)                                              | Duração |  |
| 1.      | "For a Pessimist, I'm Pretty Optimistic" | Hayley Williams e Josh Farro                                | 4:33    |  |
| 2.      | "Born for This"                          | Hayley Williams e Josh Farro                                | 4:12    |  |
| 3.      | "Emergency"                              | Hayley Williams e Josh Farro                                | 4:52    |  |
| 4.      | "Never Let This Go"                      | Hayley Williams e Josh Farro                                | 4:47    |  |
| 5.      | "Fences"                                 | David Bendeth, Hayley Williams, Josh Farro, Sebastian Davin | 3:47    |  |
| 6.      | "Let the Flames Begin"                   | Hayley Williams e Josh Farro                                | 6:03    |  |
| 7.      | "When It Rains"                          | Hayley Williams, Josh Farro; Zac Farro, Sebastian Davin     | 3:37    |  |

| Disco 2 |                       |                                           |         |  |
| N.º     | Título                | Compositor(es)                            | Duração |  |
| 1.      | "Crushcrushcrush"     | Hayley Williams e Josh Farro              | 3:34    |  |
| 2.      | "Pressure"            | Hayley Williams e Josh Farro              | 4:47    |  |
| 3.      | "Here We Go Again"    | Hayley Williams e Josh Farro              | 3:17    |  |
| 4.      | "That's What You Get" | Hayley Williams, Josh Farro e Taylor York | 5:04    |  |
| 5.      | "My Heart"            | Hayley Williams e Josh Farro              | 6:34    |  |
| 6.      | "Decoy"               | Hayley Williams e Josh Farro              | 4:29    |  |
| 7.      | "Misery Business"     | Hayley Williams e Josh Farro              | 3:46    |  |

## Discos

### Disco 1
O primeiro disco foi gravado na cidade de Manchester e lançado em 30 de janeiro de 2008. Contém as faixas: "For a Pessimist, I'm Pretty Optimistic", "Born for This", "Emergency", "Never Let This Go", "Fences", "Let the Flames Begin" e "When It Rains". O primeiro disco teve um menor número de vendas do que o segundo.

### Disco 2
O segundo disco foi gravado nas cidades de Brixton e Birmingham e lançado em 1º de fevereiro de 2008. Contém as faixas: "Crushcrushcrush", "Pressure", "Here We Go Again", "That's What You Get", "My Heart", "Decoy" e "Misery Business". O segundo disco teve o maior número de vendas por ser autografado pela banda e por conter até então a nova canção "Misery Business", sucesso do álbum Riot!.

## Shows
Os shows foram gravados no Reino Unido e abertos pelas bandas New Found Glory, Kids in Glass Houses e Conditions em janeiro de 2008. Nessa época o Paramore já estava famoso pelos seus álbuns anteriores: All We Know Is Falling e Riot! além de suas várias turnês pelo mundo. O álbum Live in The UK foi o primeiro ao vivo sendo sucedido mais tarde ainda no mesmo ano por The Final Riot!.
Durante um dos shows para a gravação do disco, o Paramore executou a canção "Sweetness" de Jimmy Eat World, porém devido aos direitos de licenciamento, a canção não foi adicionada em qualquer um dos álbuns ao vivo. As canções "Decoy" e "Misery Business" foram ambas as mais tocadas nos shows, a segunda não se sabe em definitivo mas os motivos poderiam ser pela canção ter sido relativamente recente na época.